# ندى الناشف
ندى يوسف الناشف موظفة أردنية عُينت نائبةً للمفوض السامي لحقوق الإنسان اعتباراً من كانون الثاني 2020. من عام 2015 حتى عام 2019، شغلت منصب المدير العام المساعد للعلوم الاجتماعية والإنسانية في اليونسكو.

## النشأة والتعليم
حصلت ندى الناشف على درجة الماجستير في السياسة العامة من كلية كينيدي بجامعة هارفارد بجامعة هارفارد ودرجة البكالوريوس في الفلسفة والسياسة والاقتصاد من كلية باليول بجامعة أكسفورد.

## المسار المهني
بدأت ندى الناشف حياتها المهنية في الأمم المتحدة في برنامج الأمم المتحدة الإنمائي، حيث عملت من 1991 إلى 2006. شغلت منصب المدير العام ومساعد المدير الإقليمي للمكتب الإقليمي للدول العربية التابع لمنظمة العمل الدولية من 2007 إلى 2014.
أصيبت بجروح خطيرة في تفجير فندق القناة في بغداد عام 2003، والذي أسفر عن مقتل ما لا يقل عن 22 شخصًا، بمن فيهم الممثل الخاص للأمم المتحدة في العراق سيرجيو فييرا دي ميلو، وجرح أكثر من 100 شخص.

## أنشطة أخرى
ندى الناشف هي عضوة في مجلس أمناء جامعة بيرزيت ومؤسسة التعاون، وهي منظمة غير حكومية للتنمية البشرية.لها العديد من المقالات مع التركيز على مواضيع حقوق الإنسان.